# Ле Клер, Жан
Жан Ле Клер (фр. Jean LeClerc) — французский оружейник конца XVIII — начала XIX века, известный своими инновациями в создании двуствольных ружей. Хотя подробной биографической информации о его жизни не сохранилось, его имя ассоциируется с совершенствованием конструкции охотничьего и боевого огнестрельного оружия того времени.

## Биография

### Вклад в оружейное дело
Основной вклад Жана Ле Клера в развитие огнестрельного оружия заключается в усовершенствовании конструкции двуствольного ружья. До его работ охотники и военные использовали в основном одноствольные ружья, которые требовали перезарядки после каждого выстрела, что значительно снижало эффективность при многократной стрельбе. Двуствольные ружья, предложенные Ле Клером, позволяли стрелку быстро сделать два выстрела подряд, что существенно повышало боевые и охотничьи возможности.

### Конструкция двуствольного ружья
Двуствольное ружье Ле Клера имело два ствола, расположенных либо параллельно, либо вертикально, что позволило увеличить скорость стрельбы без необходимости мгновенной перезарядки. Это нововведение оказалось особенно полезным для охоты, так как позволяло охотникам сделать два выстрела, не теряя времени на перезарядку оружия.
Ле Клер также внёс усовершенствования в механизм спускового крючка, что увеличило надежность ружья и улучшило управляемость. Его ружья отличались высокой точностью и прочностью, что обеспечивало им популярность как среди охотников, так и среди военных.

### Влияние и наследие
Работы Жана Ле Клера оказали большое влияние на дальнейшее развитие огнестрельного оружия в Европе. Его двуствольные ружья стали прототипами для многих последующих моделей, которые совершенствовались и использовались на протяжении всего XIX и XX веков. Особенно популярны такие ружья были в охоте на мелкую дичь и птиц.
Вклад Ле Клера также можно рассматривать как важный этап в развитии оружейных технологий в эпоху Наполеоновских войн и после них. Хотя его работы во многом оставались малоизвестными за пределами Франции, его инновации широко использовались европейскими мастерами оружейного дела.